# うそつきトム
『うそつきトム』（原題：Uncle Tom's Cabaña 公開：1947年7月19日）は、アメリカ合衆国の映画会社メトロ・ゴールドウィン・メイヤー (MGM) に所属していたアニメーターのテックス・アヴェリーによる作品のひとつ。

## スタッフ
- 監督　テックス・アヴェリー
- 制作総括　フレッド・クインビー
- アニメーション制作　レイ・エイブラムズ　ロバート・ベントレー　プレストン・ブレア　ウォルター・クリントン
- 脚本　ヘック・アレン
- 音楽　スコット・ブラッドリー

## 内容
冗談好きの黒人男性トムが子供たちを前に、かつて都会の真ん中でつましい生活を送っていたころの話を始める。悪徳の地上げ屋に土地を狙われたトムは知り合いの白人女性に頼み込み、自宅をナイトクラブに変えてしまう。ナイトクラブは繁盛するがそこを地上げ屋に襲われ何度も危ない目にあったという内容。トムの冗談は次第にエスカレートし、聞いていた子供たちは最後はあきれ返ってしまう。
この作品はハリエット・ビーチャー・ストウによる『アンクル・トムの小屋』（Uncle Tom's Cabin）のパロディーであるとみられる。

## 登場人物
アンクル・トム
名前は同名の小説“Uncle Tom's Cabin”より。冗談好きで、昔話を始めるがついつい飛躍してしまう。
白人女性
『ドルーピー』シリーズに登場するタイプの美女。トムは子供たちに「トムの友人で、トムのナイトクラブに勤め、そこで歌手になるという」眉唾な話をする。
地上げ屋
同じく『ドルーピー』シリーズに登場するオオカミのような人物。強欲で、都会の真ん中で清貧ながらも平穏な暮らしをしているトムを追い出そうとする。
子供たち
トムの身の上話を聞かされるが、話の内容が変なのであきれ返ってしまう。